# Coalition de centre gauche (Italie)
Pour les articles homonymes, voir Coalition de centre-gauche.
La coalition de centre gauche (italien : coalizione di centro-sinistra, et abrégée en CSX) est une coalition électorale informelle de partis politiques italiens de gauche, de centre gauche et du centre ayant participé à plusieurs élections parlementaires italiennes entre 1996 et 2022.

## Contexte
C'est avec les débuts de la « Deuxième République », l'effondrement du système de partis politiques traditionnels et avec la défaite de l'Alliance des progressistes lors des élections générales italiennes de 1994, que s'instaure une alliance électorale continue des partis de centre gauche, de gauche et du centre. 
En 1995 se forme ainsi L'Olivier dirigé par Romano Prodi. Cette coalition remporte les élections de 1996 mais le gouvernement Prodi I chute en raison du retrait du Parti de la refondation communiste en 1998. Les gouvernements successifs de D'Alema et d'Amato demeurent basés sur des coalitions de centre gauche. En 2001, ce centre gauche conduit par Francesco Rutelli est défait.
Se constitue alors L'Union en 2005 après des années d'opposition à Silvio Berlusconi, étendue à l'Italie des valeurs, à Refondation communiste et aux Radicaux Italiens. En 2005, lors des élections régionales, l'Union fait la conquête de 12 régions sur 14 (+ 5) et n'est battue qu'en Lombardie et Vénétie. Elle remporte dans la foulée les élections générales de 2006 mais d'extrême justesse.
À la fin des années 2000 et au début des années 2010, la coalition de centre-gauche s'est construite autour du Parti démocrate (PD), né en 2007 de la fusion des Démocrates de gauche et de La Marguerite, principaux partis affiliés à L'Olivier et à L'Union. La coalition de centre-gauche a participé aux gouvernements italiens de novembre 2011 à juin 2018, date à laquelle un gouvernement de coalition entre le Mouvement 5 étoiles (M5S) et la Ligue du Nord a été formé.
Entre septembre 2019 et février 2021 le centre-gauche est revenu au pouvoir en coalition avec le Mouvement 5 étoiles dans le deuxième gouvernement de Giuseppe Conte et les partis de centre-gauche ont participé au gouvernement de grande coalition de Mario Draghi, Premier ministre du pays de février 2021 jusqu'à la crise gouvernementale italienne de juillet 2022 qui a conduit aux élections générales italiennes de 2022, ou les partis de centre-gauche ont subi une défaite face à la coalition de centre-droit, qui a remporté la majorité des sièges depuis les élections générales italiennes de 2008. Depuis 2023, le Parti démocrate, le Mouvement 5 étoiles, l'Alliance des Verts et de la gauche (AVS) et les petits partis de gauche se présentent souvent au sein de la même coalition aux niveaux local et régional dans le camp progressiste.

## Élections législatives de 1996
La coalition appelée L'Olivier était composée comme suit :
| Partis | Partis                                   | Idéologie                                   | Chef de file        |
| ------ | ---------------------------------------- | ------------------------------------------- | ------------------- |
|        | Parti démocrate de la gauche (PDS)       | Social-démocratie, post-communisme          | Massimo D'Alema     |
|        | Parti de la refondation communiste (PRC) | Eurocommunisme, socialisme démocratique     | Fausto Bertinotti   |
|        | Parti populaire italien (PPI)            | Démocratie chrétienne, christianisme social | Gerardo Bianco      |
|        | Renouveau italien (RI)                   | Centrisme, social-libéralisme               | Lamberto Dini       |
|        | Socialistes italiens (SI)                | Social-démocratie                           | Enrico Boselli      |
|        | Fédération des Verts (FdV)               | Ecologie politique                          | Carlo Ripa di Meana |

## Élections législatives de 2001
La coalition encore appelée L'Olivier était composée comme suit :
| Partis | Partis                                | Idéologie                                 | Chef de file       |
| ------ | ------------------------------------- | ----------------------------------------- | ------------------ |
|        | Démocrates de gauche (DS)             | Social-démocratie                         | Piero Fassino      |
|        | La Marguerite (DL)                    | Démocratie chrétienne, social-libéralisme | Francesco Rutelli  |
|        | Fédération des Verts (FdV)            | Ecologie politique                        | Grazia Francescato |
|        | Socialistes démocrates italiens (SDI) | Social-démocratie                         | Enrico Boselli     |
|        | Parti des communistes italiens (PdCI) | Eurocommunisme, socialisme démocratique   | Oliviero Diliberto |

## Élections législatives de 2006
La coalition appelée L'Union était composée comme suit :
| Partis | Partis                                     | Idéologie                                 | Chef de file            |
| ------ | ------------------------------------------ | ----------------------------------------- | ----------------------- |
|        | Démocrates de gauche (DS)                  | Social-démocratie                         | Piero Fassino           |
|        | La Marguerite (DL)                         | Démocratie chrétienne, social-libéralisme | Francesco Rutelli       |
|        | Parti de la refondation communiste (PRC)   | Eurocommunisme, socialisme démocratique   | Fausto Bertinotti       |
|        | Radicaux italiens (RI)                     | Radicalisme                               | Emma Bonino             |
|        | Socialistes démocrates italiens (SDI)      | Social-démocratie                         | Enrico Boselli          |
|        | Italie des valeurs (IdV)                   | Anti-corruption, progressisme             | Antonio Di Pietro       |
|        | Fédération des Verts (FdV)                 | Ecologie politique                        | Alfonso Pecoraro Scanio |
|        | Parti des communistes italiens (PdCI)      | Eurocommunisme, socialisme démocratique   | Oliviero Diliberto      |
|        | Union des démocrates pour l'Europe (UDEUR) | Démocratie chrétienne                     | Clemente Mastella       |

## Élections législatives de 2008
La coalition était composée comme suit :
| Partis | Partis                   | Idéologie                       | Chef de file      |
| ------ | ------------------------ | ------------------------------- | ----------------- |
|        | Parti démocrate (PD)     | Progressisme, social-démocratie | Walter Veltroni   |
|        | Italie des valeurs (IdV) | Anti-corruption, progressisme   | Antonio Di Pietro |
|        | Radicaux italiens (RI)   | Radicalisme                     | Emma Bonino       |

## Élections législatives de 2013
La coalition appelée Italie. Bien commun était composée comme suit :
| Partis | Partis                            | Idéologie                                 | Chef de file       |
| ------ | --------------------------------- | ----------------------------------------- | ------------------ |
|        | Parti démocrate (PD)              | Progressisme, social-démocratie           | Pier Luigi Bersani |
|        | Gauche, écologie et liberté (SEL) | Socialisme démocratique, eco-socialisme   | Nichi Vendola      |
|        | Centre démocrate (CD)             | Démocratie chrétienne, social-libéralisme | Bruno Tabacci      |

## Élections législatives de 2018
La coalition était composée comme suit :
| Partis | Partis                         | Idéologie                       | Chef de file      |
| ------ | ------------------------------ | ------------------------------- | ----------------- |
|        | Parti démocrate (PD)           | Progressisme, social-démocratie | Matteo Renzi      |
|        | Plus d'Europe (+E)             | Libéralisme                     | Emma Bonino       |
|        | Fédération des Verts (FdV)     | Ecologie politique              | Angelo Bonelli    |
|        | Parti socialiste italien (PSI) | Social-démocratie               | Riccardo Nencini  |
|        | Civique populaire (CP)         | Démocratie chrétienne           | Beatrice Lorenzin |

## Élections législatives de 2022
La coalition était composée comme suit :
| Partis | Partis                                                      | Idéologie                                | Chef de file                      |
| ------ | ----------------------------------------------------------- | ---------------------------------------- | --------------------------------- |
|        | Parti démocrate - Italie démocrate et progressiste (PD-IDP) | Progressisme, social-démocratie          | Enrico Letta                      |
|        | Alliance Verts et gauche (AVS)                              | Eco-socialisme                           | Angelo Bonelli, Nicola Fratoianni |
|        | Plus d'Europe (+E)                                          | Libéralisme                              | Emma Bonino                       |
|        | Engagement civique (IC)                                     | Christianisme social, social-libéralisme | Luigi Di Maio, Bruno Tabacci      |

## Résultats électoraux

### Parlement
| Année | Chef de file       | Chambre des députés | Chambre des députés | Chambre des députés | Chambre des députés | Chambre des députés | Chambre des députés | Sénat de la République | Sénat de la République | Sénat de la République | Sénat de la République | Sénat de la République |
| Année | Chef de file       | Voix                | %                   | +/-                 | Rang                | Sièges              | +/-                 | Voix                   | %                      | Rang                   | Sièges                 | +/–                    |
| ----- | ------------------ | ------------------- | ------------------- | ------------------- | ------------------- | ------------------- | ------------------- | ---------------------- | ---------------------- | ---------------------- | ---------------------- | ---------------------- |
| 1996  | Romano Prodi       | 16 265 985          | 43,4                | Nv.                 | 1er                 | 322 / 630           | Nv.                 | 13 444 978             | 41,2                   | 1er                    | 157 / 315              | Nv.                    |
| 2001  | Francesco Rutelli  | 13 169 239          | 35,5                | 7,9                 | 2e                  | 250 / 630           | 72                  | 13 106 860             | 38,7                   | 2e                     | 125 / 315              | 32                     |
| 2006  | Romano Prodi       | 19 002 598          | 49,8                | 14,3                | 1er                 | 348 / 630           | 98                  | 16 725 401             | 48,9                   | 2e                     | 158 / 315              | 33                     |
| 2008  | Walter Veltroni    | 13 689 303          | 37,5                | 12,3                | 2e                  | 239 / 630           | 109                 | 12 457 182             | 38,0                   | 2e                     | 130 / 315              | 28                     |
| 2013, | Pier Luigi Bersani | 10 049 393          | 29,6                | 7,9                 | 1er                 | 344 / 630           | 105                 | 9 686 281              | 31,6                   | 1er                    | 123 / 315              | 7                      |
| 2018, | Matteo Renzi       | 7 914 726           | 22,9                | 6,7                 | 3e                  | 121 / 630           | 223                 | 6 943 450              | 23,0                   | 3e                     | 60 / 315               | 63                     |
| 2022, | Enrico Letta       | 7 340 096           | 26,1                | 3,2                 | 2e                  | 85 / 400            | 36                  | 7 344 473              | 26,1                   | 2e                     | 44 / 200               | 16                     |